# Enory Teixeira Pinto
Enory Teixeira Pinto (Teixeira Soares, 12 de agosto de 1913 – 23 de abril de 1992) foi um médico e político brasileiro.
Filho de Amadeu Teixeira Pinto e de Joaquina Teixeira Pinto.
Foi deputado à Assembleia Legislativa de Santa Catarina na 2ª legislatura (1951 — 1955) e na 3ª legislatura (1955 — 1959), como suplente convocado.